# Im Won-sik
Đây là một tên người Triều Tiên, họ là Im.
Im Won-sik (tiếng Hàn: 임원식; Hanja: 林元植; Hán-Việt: Lâm Nguyên Thực; 24 tháng 6 năm 1919 – 26 tháng 8 năm 2002) là một nhạc trưởng, nhà soạn nhạc và nhà sư phạm âm nhạc người Hàn Quốc. Theo cáo phó của ông trên tờ Asahi Shimbun, Won-sik được coi là "cha đẻ của thế giới âm nhạc cổ điển Hàn Quốc"; đồng thời ông còn được gọi là "Toscanini của Hàn Quốc."

## Tiểu sử
Im sinh ra ở Gishū, Heianhoku-dō, Chо̄sen (ngày nay là Uiju, tỉnh Bắc Pyongan, Bắc Triều Tiên) trong một gia đình theo đạo Cơ đốc giáo. Khi lên bốn tuổi, gia đình ông chuyển đến Cáp Nhĩ Tân ở Mãn Châu. Lần đầu tiên Won-sik được tiếp xúc với âm nhạc là khi ở nhà thờ, nơi ông được học chơi đàn đại phong cầm. Trong thời niên thiếu, Won-sik đã hỗ trợ kiếm sống gia đình bằng cách chơi piano tại rạp chiếu phim và hát thánh ca tại nhà thờ. Ông tốt nghiệp tại một trường âm nhạc do người Nga lưu vong thành lập vào năm 1939. Năm sau, Won-sik đăng ký vào Học viện Âm nhạc Tokyo, nơi ông đươc dẫn dắt bởi Moroi Saburо̄. Won-sik có buổi ra mắt công chúng lần đầu ở học viện với tư cách là một nghệ sĩ dương cầm vào năm 1940. Khi sống ở Tokyo, ông kiếm sống bằng việc chuyển soạn nhạc phim. Sau khi tốt nghiệp năm 1942, Won-sik chuyển đến Manchukuo và được hợp tác với Dàn nhạc giao hưởng Harbin . Tại đây, ông có cơ hội được gặp Asahina Takashi, người mà Won-sik vốn rất ngưỡng mộ. Sau này Won-sik trở thành học trò duy nhất cũng như người bạn suốt đời của Asahina. Sau khi Chiến tranh Thái Bình Dương kết thúc, Won-sik đã giúp cho Asahina lẩn tránh khỏi những người lính Liên Xô tại nhà của mình và giúp Asahina thu xếp việc trở về Nhật Bản.

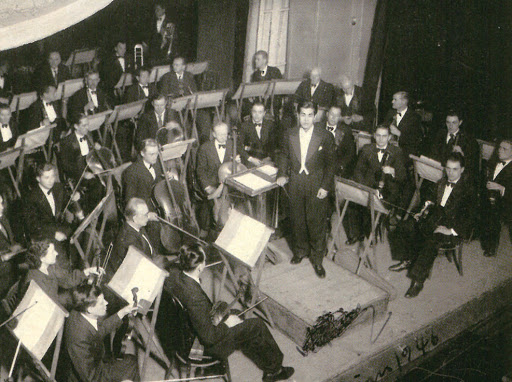
Im Won-sik (trên bục) ra mắt lần đầu chỉ huy dàn nhạc giao hưởng Cáp Nhĩ Tân vào tháng 11 năm 1945.

Sau khi rời khỏi Mãn Châu, Won-sik trở về quê hương. Vào tháng 1 năm 1948, ông chỉ huy buổi biểu diễn vở La traviata ở Seoul, vở opera hoàn chỉnh đầu tiên được công diễn ở Hàn Quốc. Tuy vậy những khó khăn về tài chính đối với cơ sở vật chất của dàn nhạc non trẻ này đã khiến ông buộc phải sang Hoa Kỳ để theo học tại Trường Juilliard. Khi ở Hoa Kỳ, ông được đào tạo riêng với Arnold Schoenberg và được học chỉ huy dàn nhạc do Serge Koussevitzky giảng dạy. Năm 1949, Won-sik trở thành nhạc trưởng châu Á đầu tiên chỉ huy Dàn nhạc Giao hưởng Boston.
Won-sik trở lại Hàn Quốc vào năm 1949. Vào ngày 23 tháng 9 năm 1950, vị nhạc trưởng bị cảnh sát Hàn Quốc bắt và giam giữ với cáo buộc hợp tác với Triều Tiên trong thời gian nước này chiếm đóng Seoul một thời gian ngắn vào đầu năm đó. Năm 1953, Won-sik là người đồng sáng lập và sau này là hiệu trưởng của Trường Trung học Nghệ thuật Seoul. Sau đó, ông cũng là trưởng khoa và giáo sư tại Đại học Kyung Hee và Đại học Nghệ thuật Chugye. 3 năm sau, ông được bổ nhiệm làm giám đốc âm nhạc đầu tiên của Dàn nhạc giao hưởng KBS, vị trí mà ông đảm nhiệm cho đến năm 1970.
Khi nhà soạn nhạc Yun Isang bị bắt trong một vụ bê bối gián điệp vào năm 1967, Won-sik đã thay mặt Islang làm chứng, đồng yêu cầu trả tự do cho và tiếp tục việc biểu diễn âm nhạc của ông. Won-sik cũng đã chỉ huy buổi công diễn lần đầu Bản giao hưởng số 3 và bản concerto cho vĩ cầm của Islang tại Hàn Quốc.
Năm 1984, Won-sik được bổ nhiệm làm giám đốc âm nhạc của Dàn nhạc giao hưởng Incheon. Ông từ chức vào năm 1990 và được bổ nhiệm làm nhạc trưởng thường trực danh dự của dàn nhạc vào hai năm sau đó. Vị nhạc trưởng này cũng được bổ nhiệm làm nhạc trưởng thường trực danh dự của Dàn nhạc Giao hưởng KBS. Won-sik cũng đã đánh dấu lễ kỷ niệm vàng trong lần ra mắt sự nghiệp của mình bằng cách chỉ huy một chuyên đề gồm tất cả chín bản giao hưởng của Beethoven.
Khi Dàn nhạc giao hưởng Osaka đến Seoul để biểu diễn buổi hòa nhạc đầu tiên bên ngoài Nhật Bản vào năm 1971, giám đốc âm nhạc lúc bấy giờ là Asahina đã mời Won-sik cùng thực hiện việc chỉ huy dàn nhạc. Nhiều thập kỷ sau, họ đã lên kế hoạch tổ chức một buổi hòa nhạc chung để kỷ niệm Giải vô địch bóng đá thế giới 2002, nhưng điều đó không thể thực hiện được do Asahina qua đời vào tháng 12 năm 2001. Won-sik cùng với Wakasugi Hiroshi, Toyama Yūzō và Iwaki Hiroyuki đã biểu diễn tại buổi hòa nhạc tưởng nhớ Asahina vào ngày 7 tháng 2 năm 2002. Buổi hòa nhạc World Cup với Dàn nhạc giao hưởng Tokyo mà ban đầu Won-sik dự định sẽ biểu diễn cùng Asahina lại được chỉ huy bởi mình ông vào ngày 1 tháng 6 năm 2002. Đây là buổi biểu diễn sẽ là lần cuối cùng của ông. Ngay sau đó, Won-sik được chẩn đoán mắc bệnh ung thư dạ dày giai đoạn cuối. Ông qua đời vài tuần sau đó vào ngày 26 tháng 8 tại Seoul.